# 龙安街道
龙安街道，原为龙安开发区，是中华人民共和国福建省宁德市福鼎市下辖的一个街道办事处。2025年1月，宁德市、福建省人民政府相继批复同意自福鼎市店下镇析出原龙安开发区的1个社区和6个行政村设立龙安街道，街道办事处驻于龙华社区安洋西路205号原龙安开发区管理委员会。

## 行政区划
龙安街道共辖1个社区、6个行政村，分别是：
龙华社区、杨岐村、桑杨村、涵头村、玉岐村、西澳村和江南村。